# Ilidža
Ilidža (v srbské cyrilici Илиџа) je lázeňské město nedaleko Sarajeva (administrativně pod něj spadá jako općina Ilidža). Je předměstím hlavního města. Nachází se v blízkosti soutoku řek Željeznica a Bosna. Z hlediska intravilánu je stavebně srostlé s nedalekým Sarajevem a dalšími okolními obcemi. Obyvatelstvo je především bosňácké národnosti.

## Etymologie
Název Ilidža pochází z tureckého slova Ilıca, které doslova označuje zdravé místo nebo místo které zajišťuje dobré zdraví, kde se lidé léčí a kde se nacházejí léčivé látky. Obdobný název má např. město Ilıca nedaleko Erzurumu v jihovýchodním Turecku.
V bosenštině je používáno spojení na Ilidži, obdobně jako např. v případě českého na Slovensku nebo na Ukrajině.

## Historie

### Nejstarší dějiny
V lokalitě dnešní Ilidži existovalo římské osídlení. Doloženy jsou záznamy o sídle s názvem Aquae S. Nalezeny byly rovněž části kamenných sloupů, které zde tvořily části jednotlivých budov. Podle archeologického průzkumu se zde nacházely vily a lázně (v blízkosti Ilidži se nachází zřídlo řeky Bosny). Dochovány byly rovněž i mozaiky z téhož období, nalezena keramika, mince apod. Nejspíše tudy vedla i římská silnice.
Během období turecké nadvlády nad Bosnou zde byl zbudován kamenný most přes řeku Bosnu. Nacházel se zde také hamam, turecké lázně.

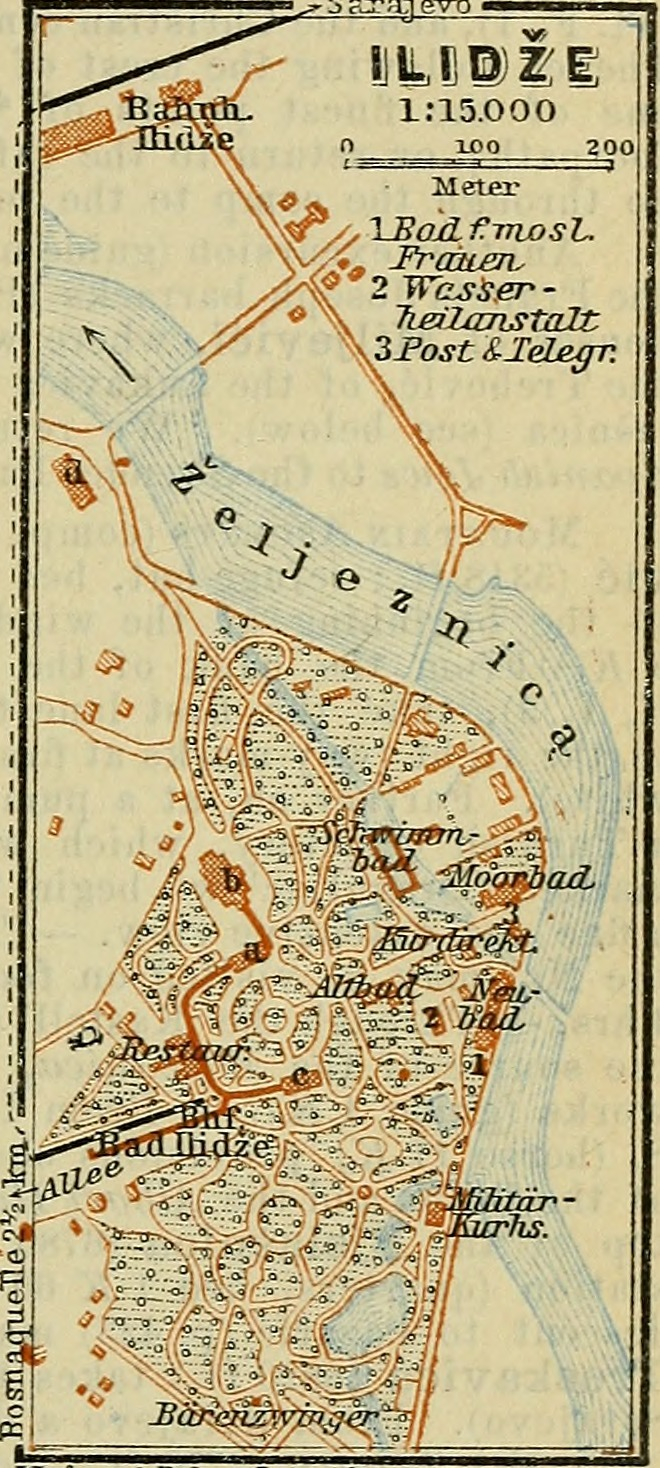
Mapa ilidžské lázeňské zóny v závěru 19. století.

Až do příchodu rakousko-uherské správy se zde nacházelo jen malé osídlení, které se rozkládalo poblíž silnice, vedoucí ze Sarajeva údolím řeky Željeznica. 

### Rakousko-uherská nadvláda
Nedlouho po té se tehdejší nová správa rozhodla místní příhodné podmínky využít pro výstavbu lázeňského komplexu. Během 80. let 19. století byl tento komplex vybudován (na jeho realizaci se podílel i český architekt Karel Pařík, který zde vybudoval restauraci – dnes kino). Do konce roku 1895 zde byly vybudovány hotely Igman, Hungaria, Austria a Bosna. U stavby posledního uvedeného byly v roce 1893 odhaleny pozůstatky římských staveb. Vznikl zde lázeňský park s alejemi, umělými jezery a sportovišti. Jednalo se ve své době o jeden z prvních parků evropského typu na území Bosny a Hercegoviny. V této době zde byla zasázená také Velká alej, kterou tvoří 726 platanů a nemalý počet kaštanů. Alej spojila výletiště pramene Bosny s lázeňským areálem. 
Mapy třetího vojenského mapování z konce 19. století již zobrazují Ilidži jako lázeňské město. V její bezprostřední blízkosti se také nacházela vesnice Lužani (kterou později Ilidža pohltila, dnes zde stojí panelové sídliště). Ilidža se ještě také zobrazovala pod názvem Toplice, odkazujícím na léčivé prameny. Přes řeku Željeznici existoval již most. Později (tj. někdy okolo přelomu století) byla vybudována železniční vlečka od úzkorozchodné dráhy do Sarajeva přímo k lázním. Nádraží bylo stavebně spojené s nedalekou restaurací a stál zde i Hudební pavilon.

### Moderní doba
V meziválečném období byly původní hotely přejmenovány. Tak se z původního hotelu Austria stal hotel Srbija a z hotelu Hungaria potom hotel Hercegovina. Roku 1923 byl založen fotbalový tým Igman Ilidža.
Během existence socialistické Jugoslávie měla Ilidža sloužit především lidu, a tak zde byly některé objekty v areálu modernizovány a zpřístupněny široké veřejnosti. V roce 1947 byly posunuty hranice města Sarajeva dál na západ a volné plochy okolo několika staveb, které vznikly z doby Rakousko-Uherska, začaly doplňovat nové budovy. Regulační plán z roku 1954 předpokládal rozvoj oblasti směrem k turistice a sportu (měly zde vzniknout např. tenisové kurty). Okolní venkov v rovinaté krajině údolí řek Bosny a Željeznice byl industralizován a díky tomu se stala obec velmi rychle jedním z výrobních center na území republiky. Od roku 1961 získala Ilidža i tramvajové spojení se zbytkem Sarajeva. V té době byl také postaven i rekreační park nedaleko původních lázní, čímž vznik střed současné Ilidže, kterou později doplňovaly různé domy i panelové bloky. V letech 1955 až 1958 byly provedeny další archeologické průzkumy také na římských vykopávkách v Ilidži.
Nacházelo se zde několik továren, které vyráběly např. jízdní kola, nábytek, ledničky apod. V nedaleké vesnici Blažuj byl později zbudován závod společnosti Coca Cola. Z hlediska ekonomické síly byla pátá nejrozvinutější municipalita na území SR Bosny a Hercegoviny. Ilidža získala nové centrum v blízkosti tramvajové konečné, byly zde postaveny panelové domy a v souvislosti s rozvojem Sarajeva se jako jeho předměstí dynamicky rozšířila i co do počtu obyvatel. V okolí původní Ilidži vznikly celé čtvrti rodinných domů. Regulováno bylo také koryto řeky Željeznica.
V 70. letech se v Ilidži často konala setkání intelektuálů, kteří debatovali nad národnostními otázkami tehdejší Jugoslávie bez obav z politických represí. K tomu jim sloužila vila v lokalitě Stojčevac nedaleko pramene řeky Bosny. V druhé polovině 80. let zde jugoslávská policie pozatýkala údajné[zdroj?] srbské nacionalisty, kteří následně stanuli před soudem za šíření velkosrbských myšlenek.
Během války v Bosně a Hercegovině obsadily Ilidži Vojska Republiky srbské a představovala jednu z pozic při Obléhání Sarajeva. Park byl značně poničen a sídily zde jednotky SFOR. Po skončení konfliktu byla na základě Daytonské dohody předána Federaci Bosny a Hercegoviny. Mnohé z domů osídlili uprchlíci z války. Místní Srbové se vystěhovali do Republiky srbské. Dne 12. března 1996 byla předána do správy Federaci Bosny a Hercegoviny, což si dnes Ilidža připomíná jako tzv. Den reintegrace Ilidže (bosensky Dan reintegracije Ilidže).
Na začátku 21. století se stala Ilidža populární mezi investory nejprve z Turecka a později z blízkého východu. Stavební rozvoj Ilidže, který doprovází často i výstavba nelegální, má do budoucna doprovázet i výstavba nové tramvajové trati. V prvních dekádách 21. století se velká část zemědělské půdy změnila na stavební pozemky a byla zastavěna; výstavba byla prováděna i v okolních kopcích, kde nicméně ovlivňuje kvalitu vody v samotné Ilidži.
I přes mírný rozvoj trpí Ilidža řadou problémů se zastaralou infrastrukturou, např. špatným veřejným osvětlením a zanedbanými komunikacemi.

## Samospráva
Općina Ilidža má vlastní zastupitelstvo, Radu a starostu.

## Ekonomika
Na území općiny Ilidža se nachází několik lomů, kde se těží dolomit. Rovněž je zde stáčena minerální voda, jejíž ložiska se nacházejí pod nedalekými vrcholky hor, stejně jako zdroje pitné vody, která je distribuována obyvatelům nedalekého Sarajeva.
V dobách existence socialistické Jugoslávie se na jižním okraji Ilidže nacházel průmyslový podnik Famosa, který se zabýval výrobou dopravních prostředků. Na severním okraji, při řece Miljacce a hranici se Sarajevem, zase stála řada dalších podniků, např. Iskra nebo Zora.
Ilidža je rovněž oblíbená výletní i turistická destinace, především díky okolní přírodě, lázeňskému areálu a blízkosti města Sarajeva. V roce 2019 město navštívilo 249 tisíc turistů. Nachází se tu také akvapark (resp. Termální riviera Ilidža) a řada velkých hotelových komplexů.

## Kultura

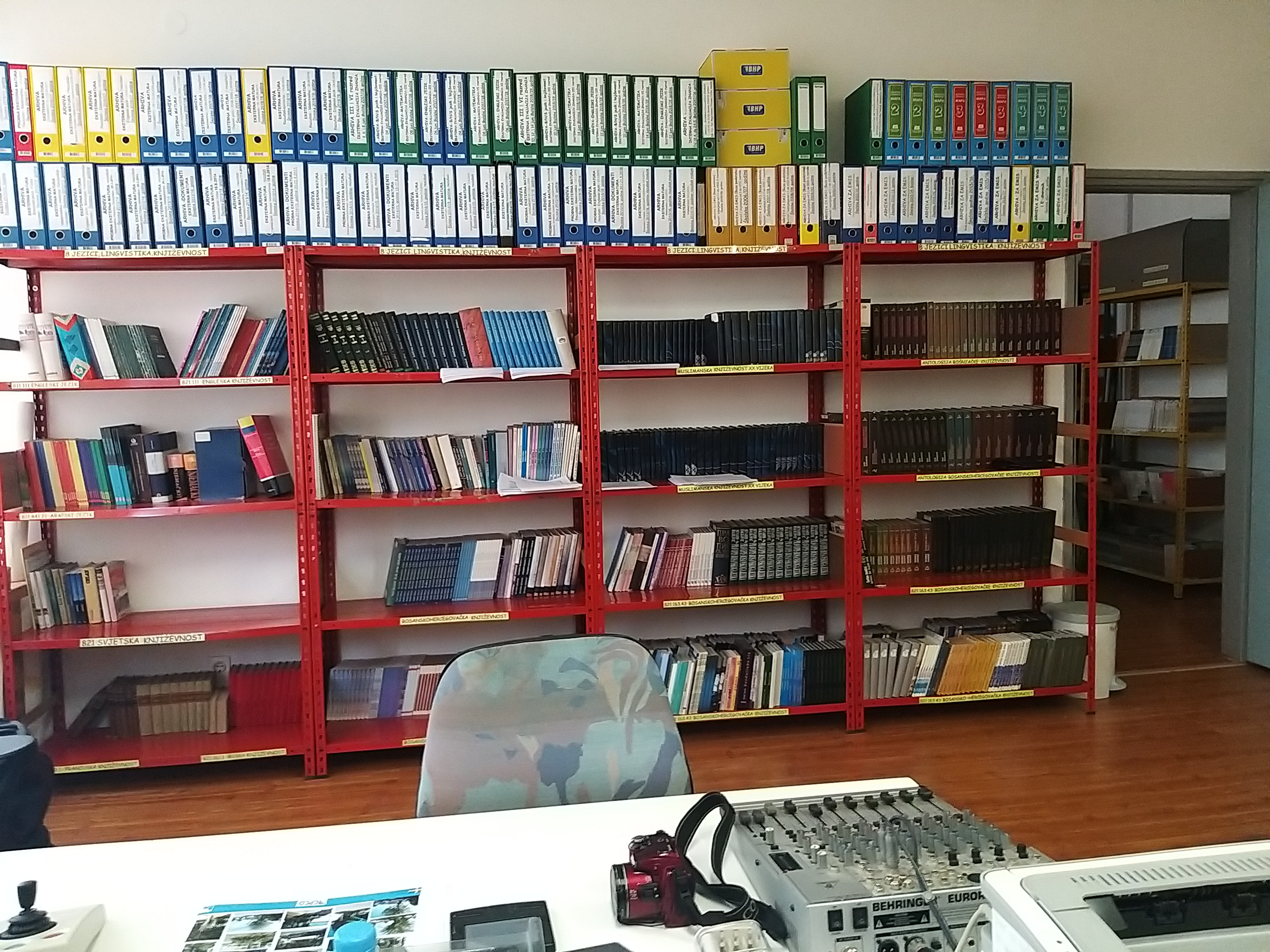
Místní knihovna.

V Ilidži se konají následující kulturní akce: Festival lidové hudby Ilidže, Mezinárodní festival foklóru "ochránci tradic" a Ilidža Rock Fest. Místní hudební festival byl historicky klíčový pro rozvoj jugoslávské populární hudby, v roce 1988 zde např. hrála zpěvačka Ceca.

### Kulturní památky
Na území općiny Ilidža se nachází několik kulturních památek, např.:
- Pozůstatky kostela u vesnice Vrutci se středověkým hřbitovem
- Římský most u pramene řeky Bosny
- Pravoslavný kostel sv. Sávy u Blažuje,
- Katolický kostel panny Marie
- Partyzánský památník ve velkém parku
- Budova starého nádraží
- Zildžića kuća.
- Pozůstatky stećků, které jsou vystavené ve městě. Okolo Ilidži se jich nacházelo několik stovek.[23]

Mezi navštěvované lokality patří rovněž římské vykopávky, které se nacházejí v blízkosti lázeňského parku. V parku samotném se nachází celá řada staveb z přelomu 19. a 20. století, včetně restaurací a hotelů. Známá je rovněž i Velká alej nebo Ilidžanské oko.

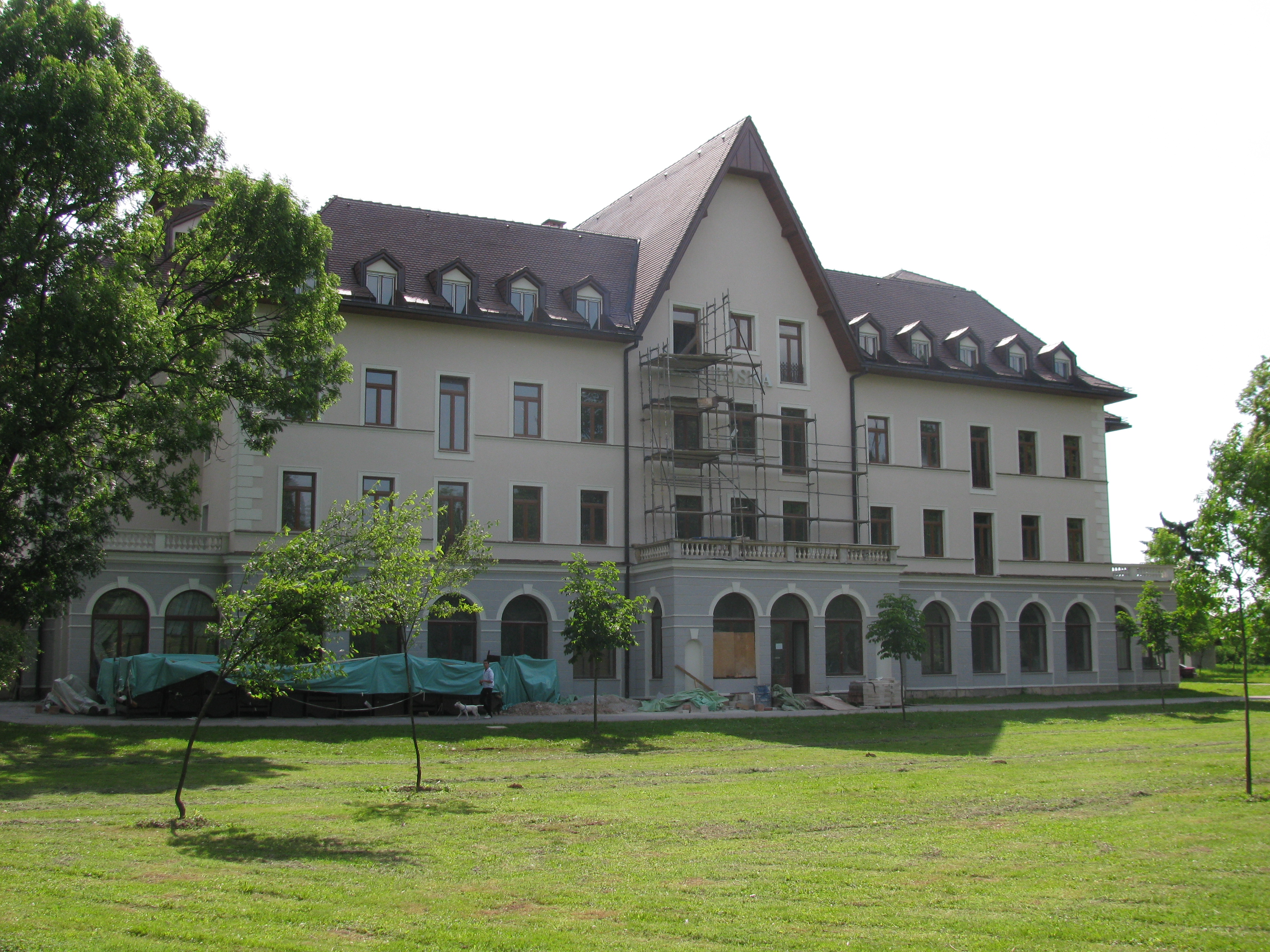
Hotel Bosna v lázeňském parku
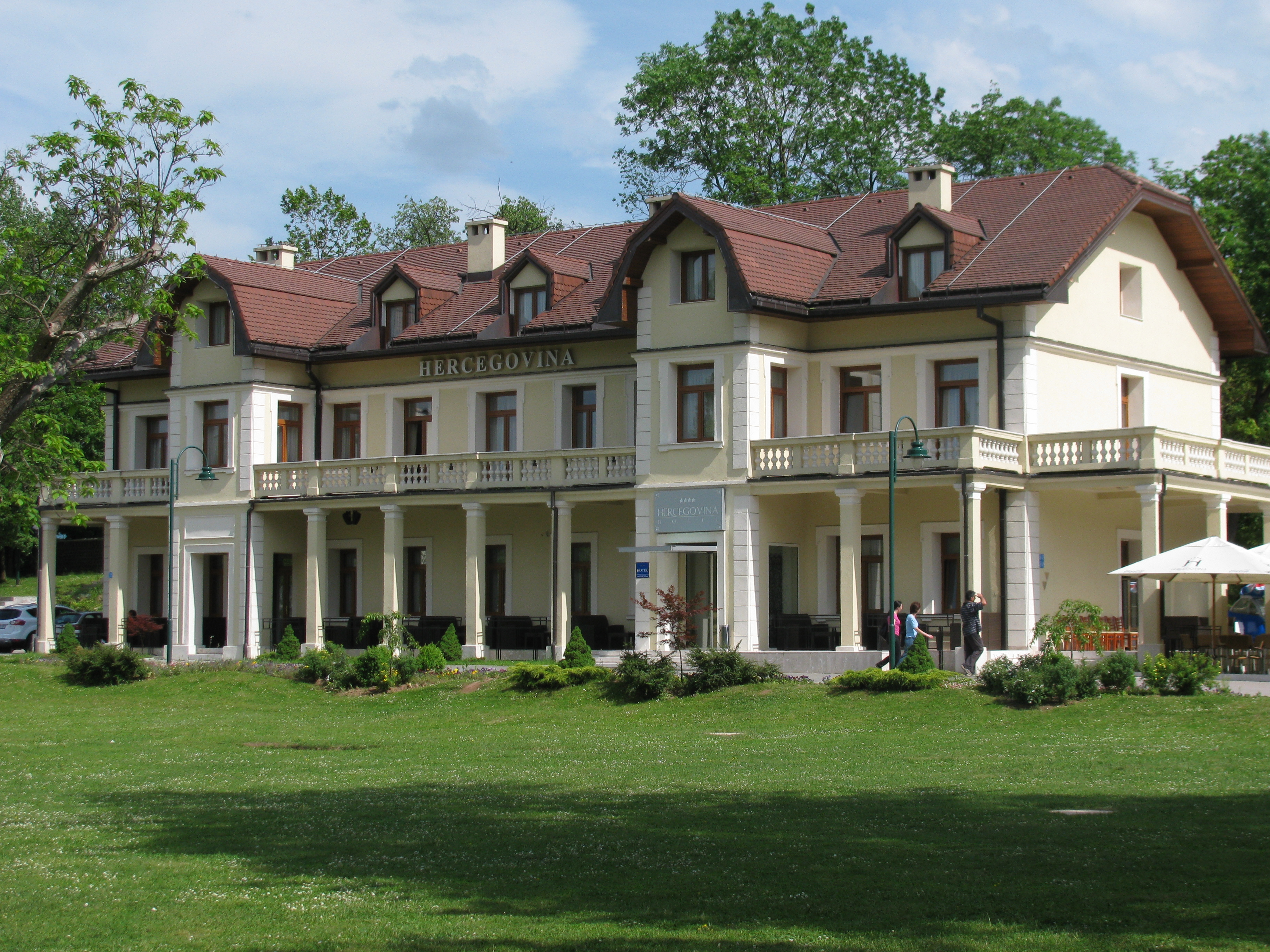
Hotel Hercegovina v lázeňském parku
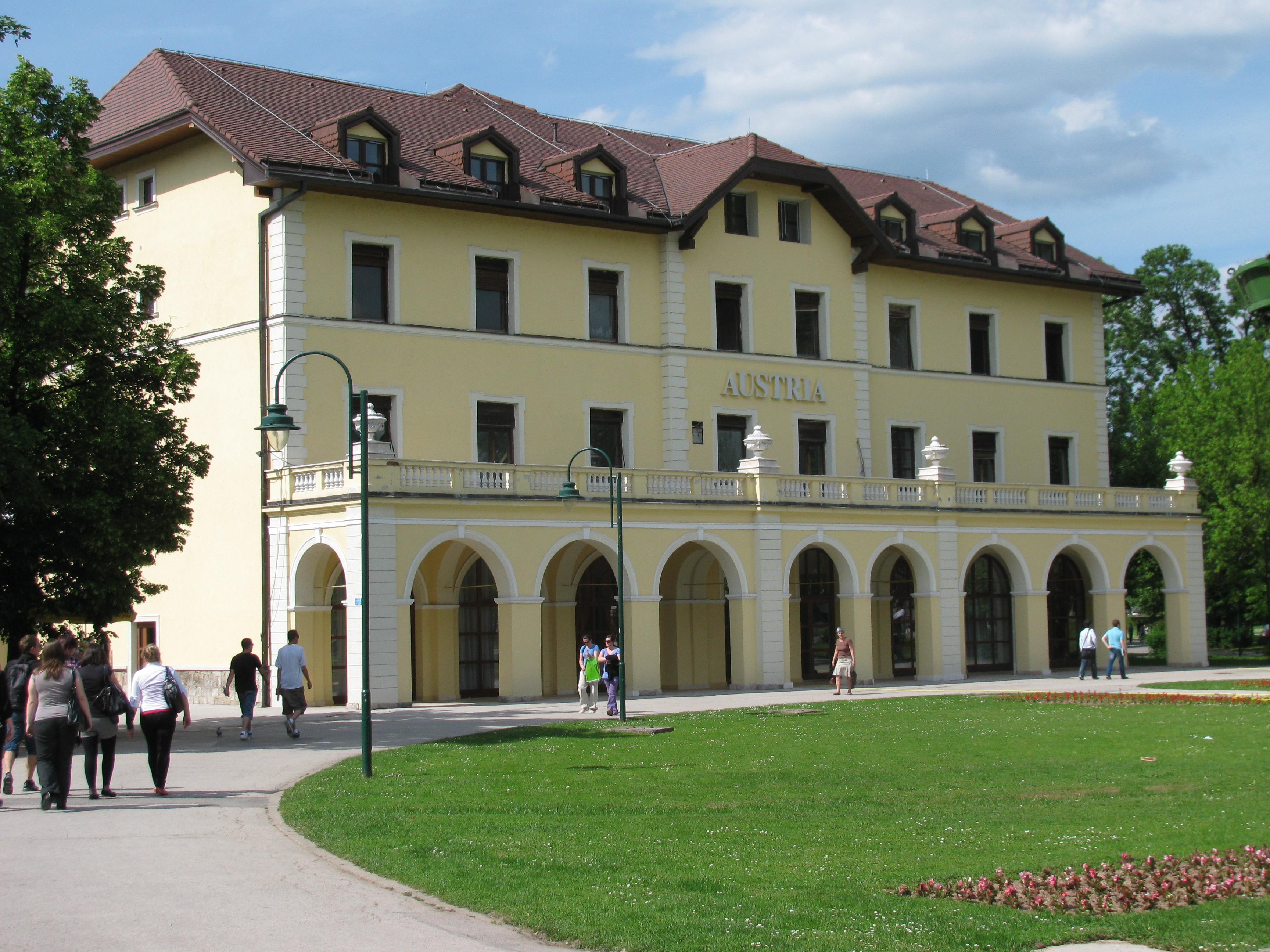
Hotel Austria v lázeňském parku
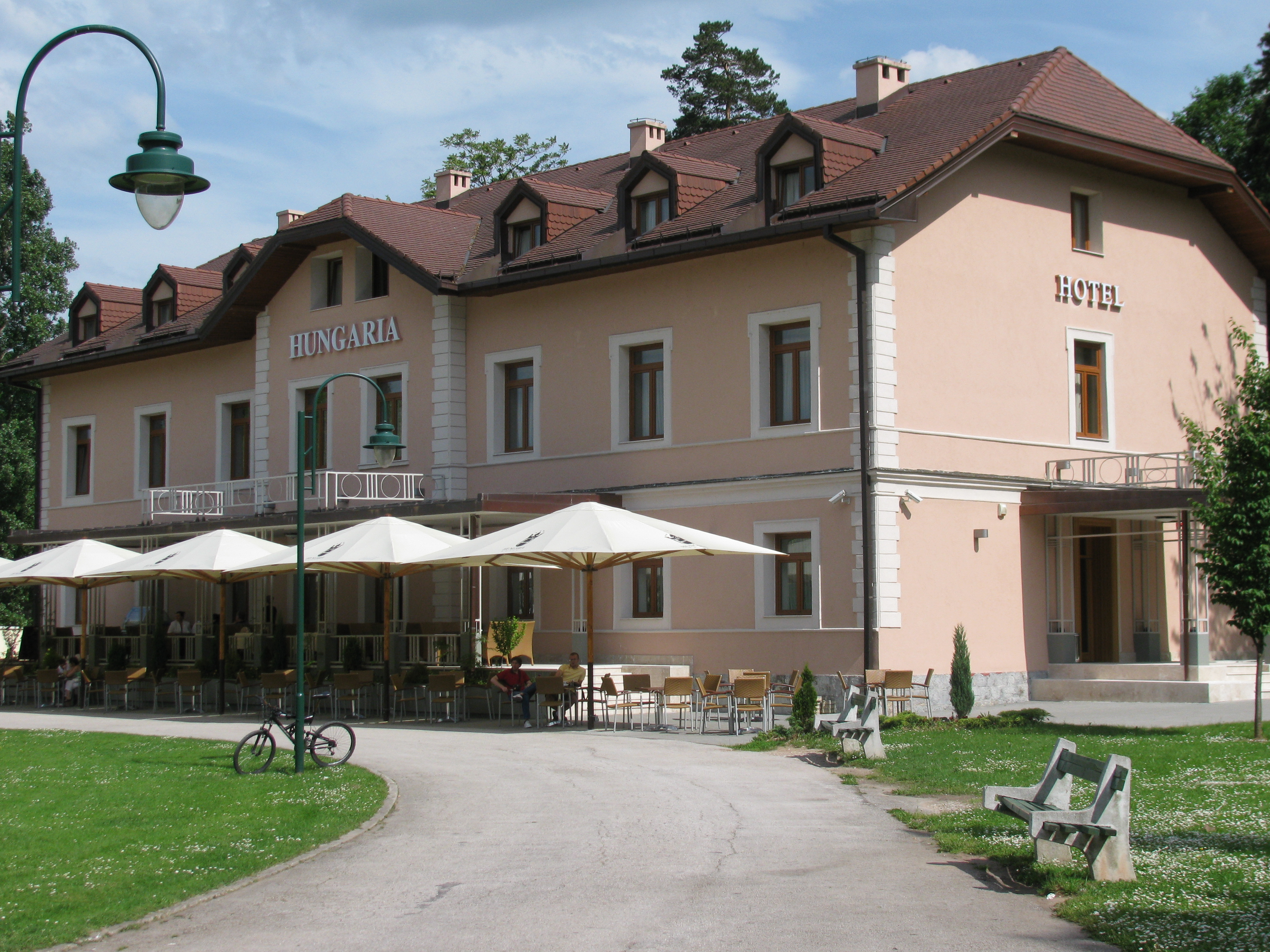
Hotel Hungaria v lázeňském parku

## Školství
Jižně od středu města se nacházejí dva kampusy soukromých vysokých škol, které vznikly v období po válce v Bosně a Hercegovině. Jedná se o International university of Sarajevo a Sarajevo College/International Burch University.
Ve městě se nachází také několik základních škol, které jsou číslovány (1–10). Působí zde rovněž sedm dětských školek.

## Doprava

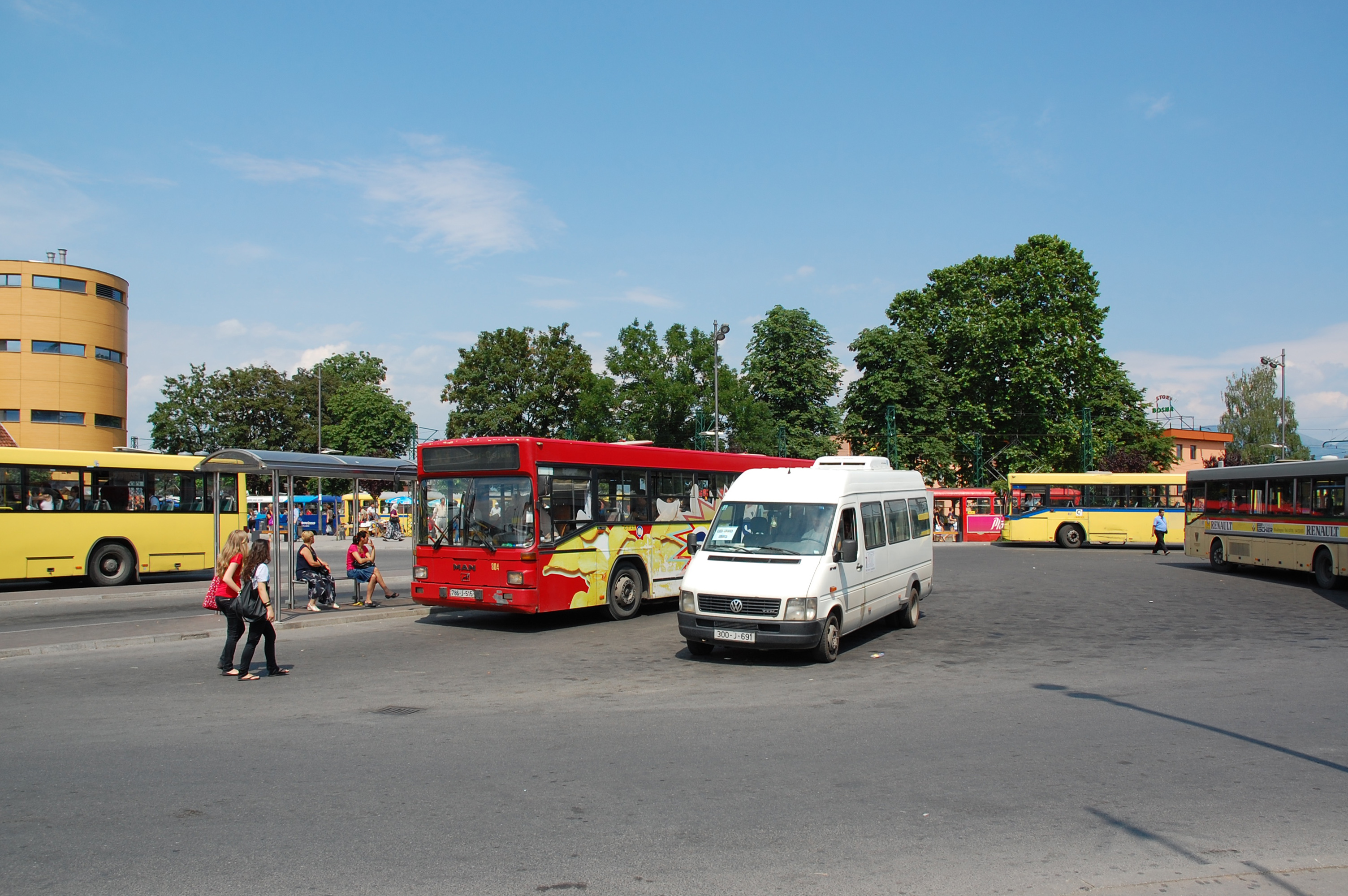
Terminál autobusové a tramvajové dopravy ve středu města.

### Silniční doprava
Severním okrajem města prochází čtyřproudá silnice, která spojuje nedaleké Sarajevo s městem Hadžići. Ve stejném směru jsou vedeny i hlavní silniční tahy, které vedou z města Sarajeva do Mostaru. Další významný silniční tah přímo z Ilidži na jih vede do lokality Butmir a směrem k údolí řeky Željeznica, resp. ve směru do Foči. Východní obchvat Ilidži představuje ulice Butmirska cesta (kudy je předpokládána výstavba tramvajové trati), středem Ilidže (resp. lázeňské zóny) potom vede ulice Hrasinska cesta. Téměř všechny silnice jsou vyasfaltované, některé jsou ale vzhledem k nelegální výstavbě příliš úzké nebo je zde velmi špatný stav chodníků, případně chodníky chybí vůbec.

### Městská doprava
Veřejnou dopravu zajišťují autobusy a tramvajová trať, směřující do Sarajeva. Město Sarajevo předpokládá prodloužení trati směrem do Ilidži.
Místní tramvajová konečná představuje významný přestupní uzel pro příměstské autobusy, které využívají lidé z lokalit, jakými jsou například Hadžići, Kiseljak a další.

### Železniční doprava
Dříve měla Ilidža i železniční nádraží; dochovaná stará budova je dnes kulturní památkou, svému účelu již ale neslouží. Územím Ilidže prochází trať Sarajevo–Ploče. V samotném lázeňském areálu se potom nacházela další stanice (uváděná pod německým názvem Bad Ilidže), trať byla odstraněna a v jejím místě dnes vede ulice.

### Letecká doprava
Na území općiny Ilidža se rovněž nachází částečně i Letiště Sarajevo, která je však přístupné z místní části Dobrinja.

## Zdravotnictví

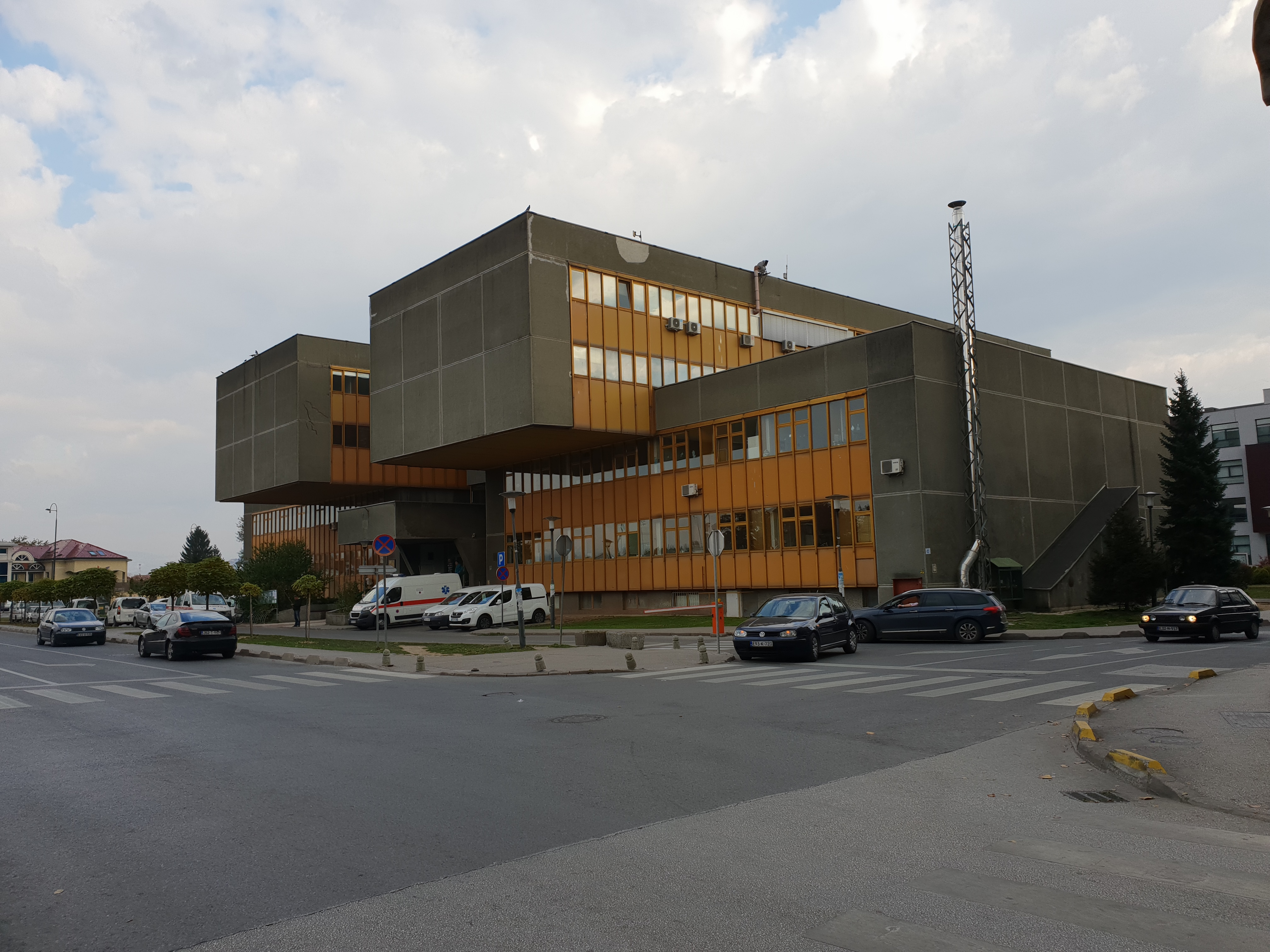
Budova polikliniky.

V centru města se nachází poliklinika (Dom zdravlja Ilidža) na ulici Mustafe Pintola, která je hlavním zdravotnickým zařízením ve městě. Kromě toho se na území Ilidži nachází i početná řada soukromých zdravotních klinik.

## Partnerská města
- Çekmeköy, Turecko
- Izmit, Turecko